# Жування

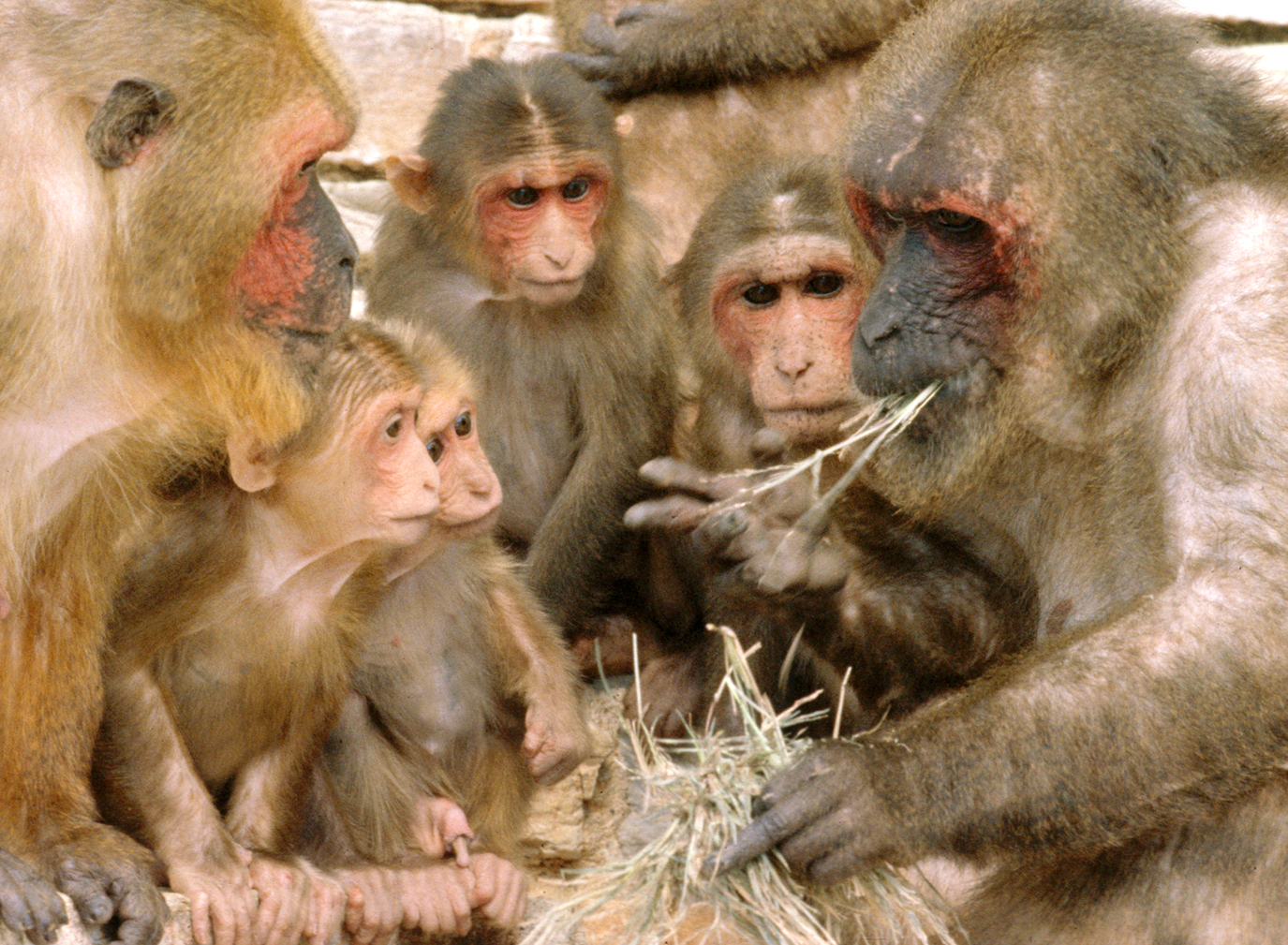
Мавпи використовують жування для перемелювання їжі

Жува́ння забезпечує подрібнення їжі й змішування її із слиною. Крім того, воно сприяє оцінці смакових якостей їжі, збуджує слиновиділення та секрецію шлункового соку. Акт жування є рефлекторним.
Нервово-м'язовий механізм жування зводиться до наступного: при змиканні щелеп у людини діють м'язи temporalis, masseter і pterygoideus internus; рух щелеп вперед виробляється м'язом pterygoideo externo. Назад відводять щелепи м'язи biventer mandibulae, a розмикання щелеп обумовлюється скороченням biventer і geniohyoideus. Бічний рух щелепи залежить від того, що то на одній, то на іншій стороні поперемінно вступають в дію м'язи, рушійні нижню щелепу вперед. Трійчастий нерв, a саме третя його гілка нижньощелепний нерв, іннервує більшу частину м'язів, що беруть участь в жуванні; м'язи язика іннервуються під'язиковим нервом, а nerv. facialis управляє заднім черевцем м'язи digastrici. Чутливість порожнини рота, зубів і мови, яка відіграє таку велику роль при акті жування, залежить від гілок трійчастого нерва. Жування може відбуватися і без свідомості, чисто автоматично, але в той же час всі форми жувальних рухів цілком підпорядковані волі. Жування звичайно супроводжується співчутливим відділенням слини, завдяки роздратуванню при цьому слизової оболонки рота. При і цьому наводиться в гру нервовий механізм слиновиділення.